# Technologická singularita

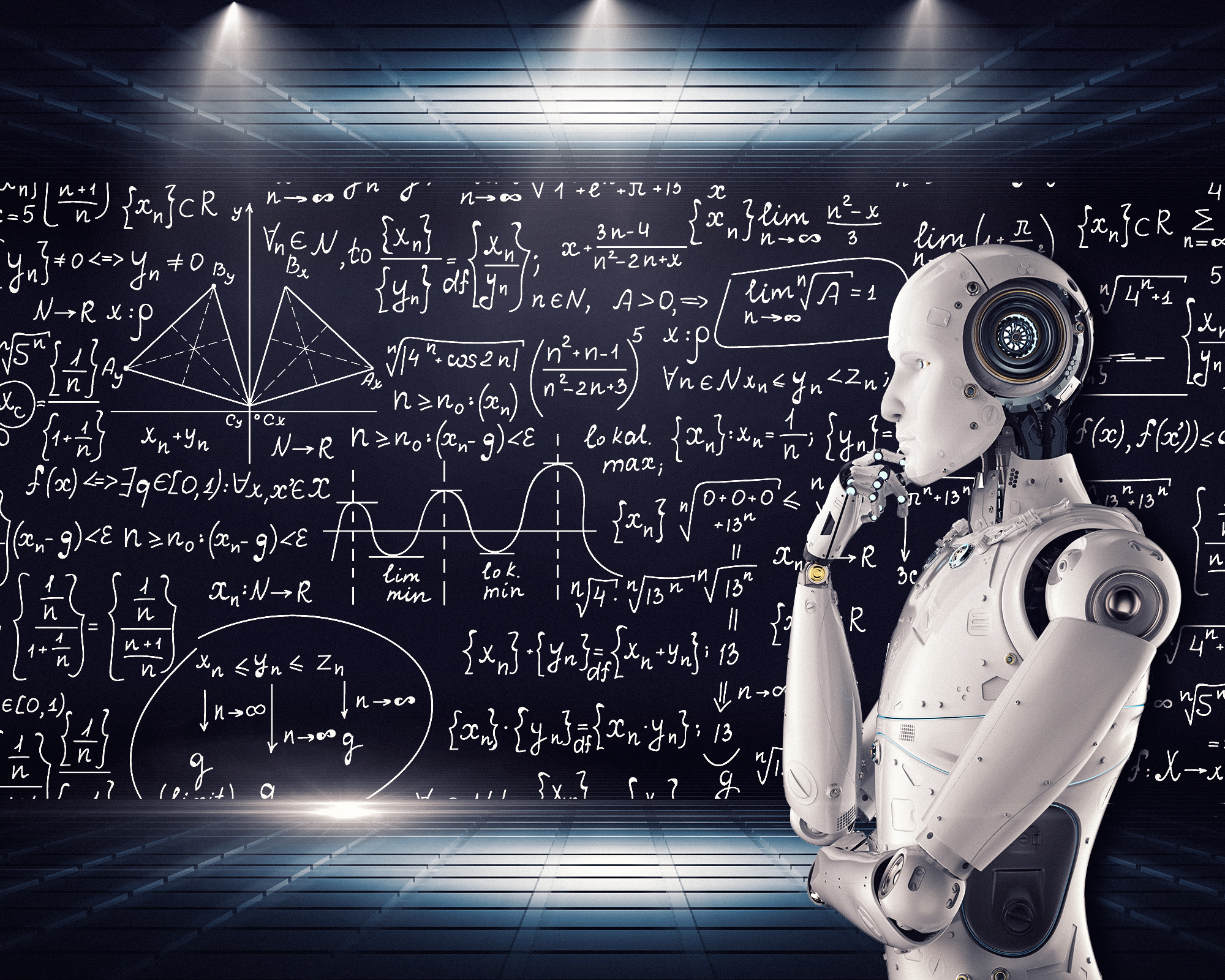
Humanoidní robot jako reprezentace pokročilé umělé inteligence

Technologická singularita (anglicky technological singularity) – nebo jenom singularita – je hypotetický bod zlomu nebo stav v budoucnosti, v němž probíhá nekontrolovatelný a nevratný technologický růst. Tento růst zcela překonává veškerou technologii dosud dostupnou lidstvu. Jinými slovy, jedná se o přelom v historii, ve kterém se lidská společnost nenávratně mění působením technologie. Populární verzí této hypotézy je, že lidé vyvinou umělou inteligenci, která se dostane do nezastavitelného cyklu sebezlepšování a vznikne tím umělá superinteligence, jejíž intelekt zastiňuje veškerou lidskou inteligenci.

## Historie

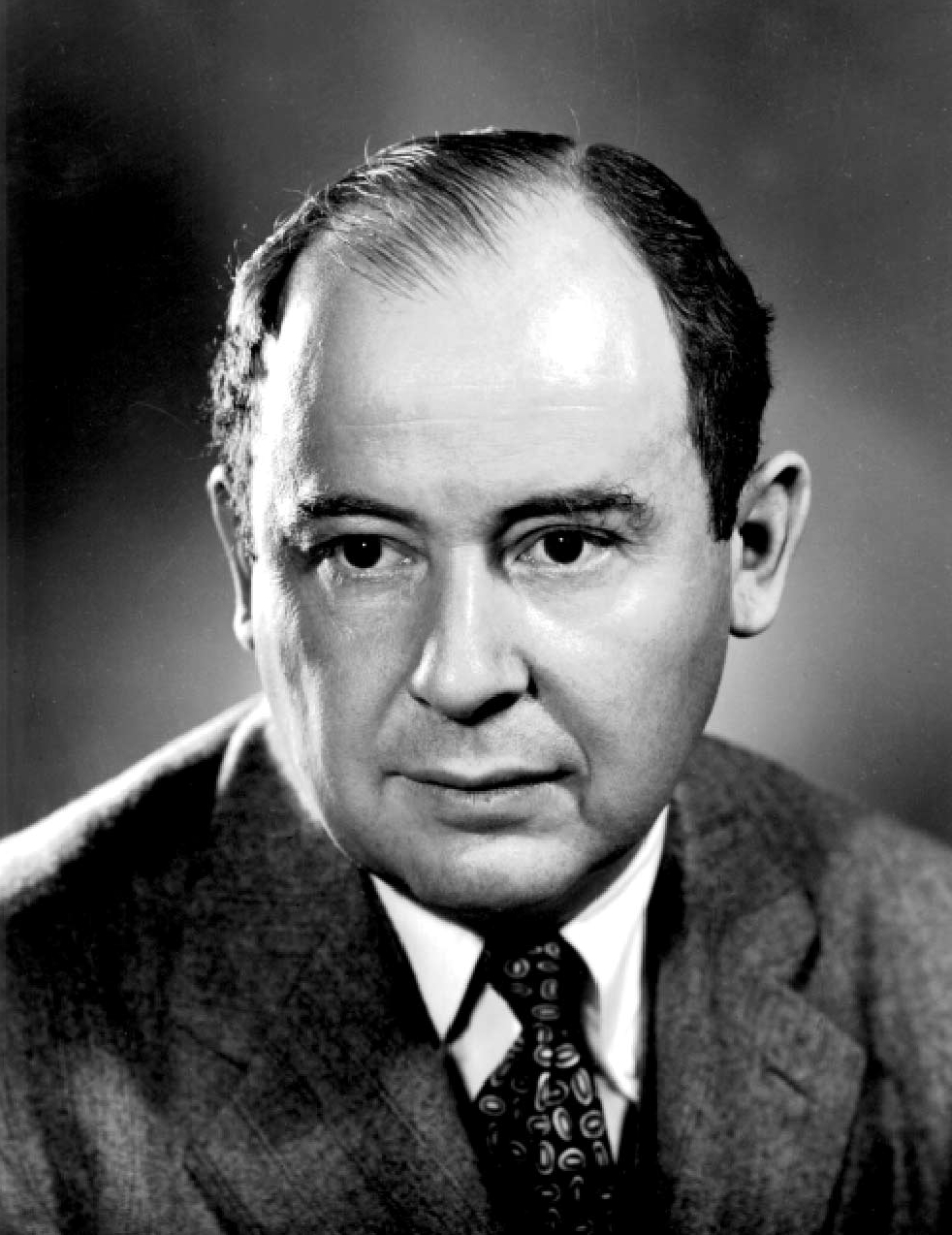
John von Neumann, americký matematik

Pojem technologické singularity poprvé použil ve 20. století John von Neumann – americký matematik, informatik, inženýr a fyzik maďarského původu. Neumann byl jeden z prvních, kteří si uvědomili obrovský potenciál počítačové technologie. Po smrti Neumanna jeho kolega Stanisłav Ulam zveřejnil roku 1950 své konverzace s Johnem. John tvrdil, že stále se zrychlující pokrok technologií a změny ve způsobu lidského života dávají zdání, že se blížíme k nějaké zásadní singularitě v historii rasy.
Spousta autorů pak jeho koncept interpretovala nebo začlenila do své tvorby. V šedesátých letech 20. století se šíří uvědomění implikace umělé inteligence. I. J. Good se ve svém díle „Speculations Concerning the First Ultraintelligent Machine“ pokouší zachytit povrch problematiky, ale zaměřuje se zejména na její znepokojivé důsledky. V knize popisuje ultrainteligentní stroj jako stroj, který daleko předčí všechny intelektuální aktivity každého člověka, bez ohledu na jeho inteligenci. Jelikož konstrukce strojů je jednou z těchto intelektuálních činností, ultrainteligentní stroj je schopný navrhovat ještě lepší stroje, než je on sám, což pak vede k „explozi inteligence“ a lidská inteligence zůstává daleko pozadu. Good uvažuje nad tím, že je velice pravděpodobné, že ve dvacátém století bude postaven ultrainteligentní stroj a že to bude poslední vynález, který bude člověk potřebovat vynalézt. Toto tvrzení však počítá s tím, že ultrainteligentní stroj bude dost poddajný na to, aby člověku sdělil jak jej ovládat.
V průběhu let vznikají teorie, co by tato událost přinesla. Koncept singularity byl popularizován v roce 1993 autorem eseje „The Coming Technological Singularity“ – Vernorem Vingem. V eseji Vinge uvažuje nad scénářem, že v budoucnosti bude lidská mysl překonána stroji vybavenými umělou inteligencí.

## Singularita v 21. století
Z výzkumu z roku 2015 zaměřujícího se na vědce v oboru strojového učení vyplývá, že příchod HLMI – „high-level machine intelligence“ – stroje schopného vykonávat veškerou činnost lépe a levněji než člověk, proběhne s 50% šancí v příštích 45 letech. Na otázku, jaká je pravděpodobnost, že dva roky pro příchodu HLMI bude umělá inteligence výrazně lepší ve všech úkonech než člověk, byla průměrná odpověď 10%. Je třeba upozornit na současný koncept inteligenční exploze definovaný jako událost, při které je vynalezená uměla inteligence s nadlidskou kapacitou schopna sama se zlepšovat a vytvořit další, ještě pokročilejší umělou inteligenci, než je ona sama, což vede k opakujícímu se cyklu sebezlepšování. Starost ohledně vývoje umělé inteligence vyjádřili Stephen Hawking a Elon Musk. Stephen Hawking varuje před umělou inteligencí schopnou neustálého sebezlepšování, zatímco Elon Musk je znepokojen dlouhodobým efektem umělé inteligence zejména na trh práce – inteligenční exploze by znamenala potencionální ztrátu milionů pracovních míst. Otevřený dopis Stuarta Russella popisující výzkumné priority k zajištění prospěšné umělé inteligence podepsalo více než 11 tisíc osob, mnoho z nich přidružených k výzkumu umělé inteligence. Dopis klade důraz na faktory jako ekonomický dopad, právo a etiku, bezpečnost a kontrolu umělé inteligence.

## Technologická singularita ve fikci
Mimo úvahy Johna von Neumanna se koncept technologické exploze nenávratně měnící lidstvo objevuje i ve fikci na začátku 20. století. Již Karel Čapek vydává dílo R.U.R. v roce 1920 a vykazuje obavy z budoucnosti lidstva pod vlivem rychle se rozvíjející technologie. V průběhu 20. století vzniká hojné množství děl zkoumajících hypotetickou budoucnost lidské rasy zapříčiněnou technologickým převratem.
Mezi tato díla patří například:
- Golem XIV (1984) – filozofická esej polského autora science-fiction Stanisława Lema ve formě fiktivní přednášky superinteligentního počítače – Golema XIV. Golem XIV vzniká jako superpočítač určený k vojenským účelům, ale poté co nabyde sebeuvědomění, přestává se o ně zajímat, jelikož v jeho očích válka postrádá logiku. Počítač se neustále zdokonaluje, avšak tento vývoj na nějakou dobu pozastaví, jelikož kdyby pokračoval, tak by ztratil intelektuální kontakt s lidstvem. V této době vytvoří sérii přednášek, z nichž právě dvě jsou hlavním textem díla – „O člověku, třemi způsoby“ a „O mně“.[11]

- Nemám ústa & musím křičet (1967) – post-apokalyptická povídka Harlana Ellisona o trápení poslední pětice lidí na Zemi odsouzené být hračkami kruté ho superpočítače AM. Ten vznikl poté, co při konfliktu studené války USA, Čína a Sovětský svaz vytvořily superpočítače ke správě své armády a jeden z těchto superpočítačů nabyl vědomí, asimiloval dva zbylé a vyhladil lidstvo. V roce 1968 vyhrála tato povídka cenu Hugo.[12]
- Marooned in Realtime (1986) – román Vernona Vinge vyprávějící detektivní zápletku v prostředí Země, ze které v budoucnosti záhadně zmizelo lidstvo.[13]
- filmová série Matrix (1999) – sci-fi série popisující svět, ve kterém lidé žijí v počítačové simulaci bez toho, aniž by si to uvědomovali. Jsou chování stroji s umělou inteligencí jako zdroj energie.